# The Legend of Zelda: Twilight Princess
The Legend of Zelda: Twilight Princess (ゼルダの伝説 トワイライトプリンセス, Zeruda no Densetsu Towairaito Purinsesu) é um jogo eletrônico de ação-aventura desenvolvido pela Nintendo EAD, e publicado pela Nintendo para o GameCube e Wii. Originalmente planejado para novembro de  2005, Twilight Princess foi adiado pela Nintendo, permitindo que seus desenvolvedores refinassem o jogo, adicionando mais conteúdo e "portando" para o Wii.A versão para Wii foi lançado junto com o console, em 19 de novembro de 2006, na América do Norte, e em dezembro de 2006 no Japão e na Europa; fazendo de Twilight Princess o primeiro Zelda lançado junto com um console da Nintendo. A versão de GameCube foi lançada em dezembro de 2006, e foi o último jogo publicado pela Nintendo para o console, assim como o último jogo oficial do GameCube lançando no Japão.
A historia foca no protagonista Link, que tenta prevenir que sua terra natal Hyrule seja engolfada por uma dimensão paralela corrompida conhecida como Twilight Realm, Reino do Crepúsculo em tradução livre. Para isso, Link obtêm as formas tanto de um hyliano quanto a de um lobo, e é ajudado por uma criatura misteriosa chamada Midna. O jogo acontece aproximadamente 100 anos após Ocarina of Time e Majora's Mask, em uma linha do tempo alternativa de The Wind Waker.
Uma remasterização em alta definição intitulada de The Legend of Zelda: Twilight Princess HD foi anunciada em 2015 e lançada 4 de março de 2016 para o console  Nintendo Wii U.

## Jogabilidade
Em Twilight Princess, Link conta com um diverso arsenal de armas e outros utensílios presentes nos outros jogos da série, que ele poderá utilizar para atacar os inimigos ou passar pelos famosos quebra-cabeças presentes nos calabouços, que exigem raciocíno do jogador. O jogo foi feito para ter uma jogabilidade fácil e de livre uso entre os públicos de diversas idades. Outra característica marcante é a exploração do mapa principal, que é dividido em quatro províncias, Província de Ordona, Província de Faron, Província de Eldin e a Província de Lanayru (nomes dos quatro espíritos protetores da luz que Zant amaldiçoa), além das áreas Great Desert e Snowpeak. É possível percorrer o mapa a pé, ou sobre a égua cujo nome você irá escolher no início do jogo.
O uso do WiiRemote foi muito bem resolvido, tanto nos momentos de batalha (em que se brande a espada e desfere-se golpes chacoalhando o controle, ou então mirando-o na tela para disparar com o etilingue, o arco e flecha, o bumerangue, etc) quanto nos momentos mais descontraídos (quando Link vai pescar, ou quando chama o auxílio de uma águia para alcançar itens distantes).
Apesar de não ser um jogo exatamente difícil na jogabilidade em geral (tanto na movimentação do personagem, quanto ao fato de ser fácil encontrar muitos corações e Rupees), é bastante desafiador em seus puzzles, proporcionando horas de jogatina "hardcore".

## História
Twilight Princess se passa alguns anos após os acontecimentos de Ocarina of time, porém partindo da cronologia deixada pelo Majora's Mask, portanto é paralelo aos acontecimentos de Wind Waker em uma linha de tempo alternativa.
A história começa enquanto Link está treinando para tornar-se líder do povo de Ordon, por ser conhecido como alguém forte e corajoso. Depois de alguns acontecimentos, um garoto é capturado por macacos que assombram a aldeia, e Link vai a correr atrás dele com Epona, sua égua, e quando volta, Ilia nota que Epona está ferida, e leva zangada Epona para a fonte de Ordon, fechando a porta. Link vai ter com ela através de um túnel pequeno, e tenta pedir desculpa a Ilia, filha do chefe da aldeia, quando as portas de Ordon são subitamente quebradas e um imenso monstro em cima de um javali aciona o alerta para a chegada do exército do Crepúsculo.
Link então é transformado em um lobo (ficando inconsciente) e é preso. Um estranho ser chamado Midna aceita ajudar Link a salvar seus amigos. Fora da cadeia ele descobre que Hyrule foi transformada em um reino de Trevas, sob o comando do cruel rei Zant. Após falar com Zelda e saber que Zant a ameaçou, Link se encontra com um espírito da luz que esta debilitado, e para dar novamente a luz a Ordon são necessários capturar alguns insetos, os quais Zant espalhou sobre o reino para sugar toda luz. Apenas o senso canino do lobo pode achar esses insetos. Quando a luz retorna a aldeia, Link é escolhido pelos deuses para salvar a terra de Hyrule. Ele recebe o famoso gorro e a túnica verde usados pelo herói. De certa forma Link precisa ajudar Midna a achar as três Sombras Fundidas. E ao mesmo tempo Link vai capturando os insetos e dando toda a luz a Hyrule. Quando Link pega a Master Sword é lhe contada a história sobre o Espelho do Crepúsculo e sobre Ganondorf, que acabou fugindo de seu selo e matou o sábio da água. Em frente, Link precisa de colectar as 4 peças do espelho para então desafiar Zant e Ganondorf.
Segundo o jogo, Ganondorf conseguiu fugir graças a um "adorno sagrado", tornando-lhe também santificado, para quem viu essa história contado pelos sábios.
Ganondorf esteve trancado, mas se soltou graças a Triforça do poder (adquirida em Ocarina of Time), e com isso ele foi mandado ao reino do Crepúsculo, onde se fingiu ser um deus, manipulando Zant a conquistar as terras de Hyrule, lhe concedendo plenos poderes.
O jogo mostra que Zant viu tal oportunidade, utilizou tal poder para usurpar o trono de Midna e fazer segundo a vontade de um deus obscuro ao qual ele chama de Ganon.
No decorrer do jogo já empunhando a Master sword, Link deverá destruir o ciclo dos acontecimentos em Hyrule, deter Zant de tornar Hyrule e Twilight em um só reino. No final do jogo Zant é subjulgado por Midna que toma o trono de volta e, pouco antes de morrer, Zant revela o seu deus Ganon. Então Midna diz que a chance de Link salvar Zelda era única, além do mais ele tinha que deter o dominio de Ganondorf em Crepúsculo e Hyrule.
No encontro entre o Gerudo e o descendente do Herói do tempo, Ganondorf mostra-se responsável por todos os eventos diabólicos nos dois mundos, mostrando sua ousadia em conquistá-los, menosprezando o povo do Crepúsculo e revelando que se sentia feliz com a infelicidade desse povo.
Logo, Ganondorf diz a respeito da origem do poder dizendo que seria justo ele separar os dois mundos, pois era o detentor do poder (se referindo claramente a seu fragmento da Triforça), e ameaçou destruí-los se o interrompessem. Com isso a reencarnação de Zelda é forçada a lutar contra Link e o herói a derrota. Contudo, Ganondorf se transforma na Besta das Trevas Ganon e Link o derrota atingindo em seu peito a ferida da espada dos sábios com a Master Sword (lembre-se que a Master sword é a única espada capaz de banir Ganon).
Como último recurso, Ganondorf se consome de energia e planeja matar a todos, mas é detido por Midna que se transforma em um monstro retirando-os dali.
Depois Ganondorf aparece, demonstrando ter matado a princesa do Crepúsculo, Midna, então Zelda pede auxilio aos espíritos da luz para deterem Ganon.
Segue-se uma batalha na qual o Gerudo é selado novamente pelo Herói do Crepúsculo e Zant aparece e o derrota como um fantasma (já que não pode ser morto devido ao poder de sua relíquia sagrada) mais rápido, mostrando vingança e remorso.
Com isso Midna aparece, sendo assim salva pelos espíritos da luz, mas ela já não está mais enfeitiçada e demonstra sua linda forma, fazendo o herói ficar bastante surpreso.
No final eles se reúnem no recinto do espelho do crepúsculo, afirmando que luz e sombra não se unem e que a passagem entre os dois mundos deve ser selada. Midna, por ser a princesa do crepúsculo, deveria voltar ao seu mundo.
No final ela parte, quebrando o espelho, mas com uma mensagem que em breve reencontraria o herói, então Link e Zelda observam o horizonte.

## Desenvolvimento

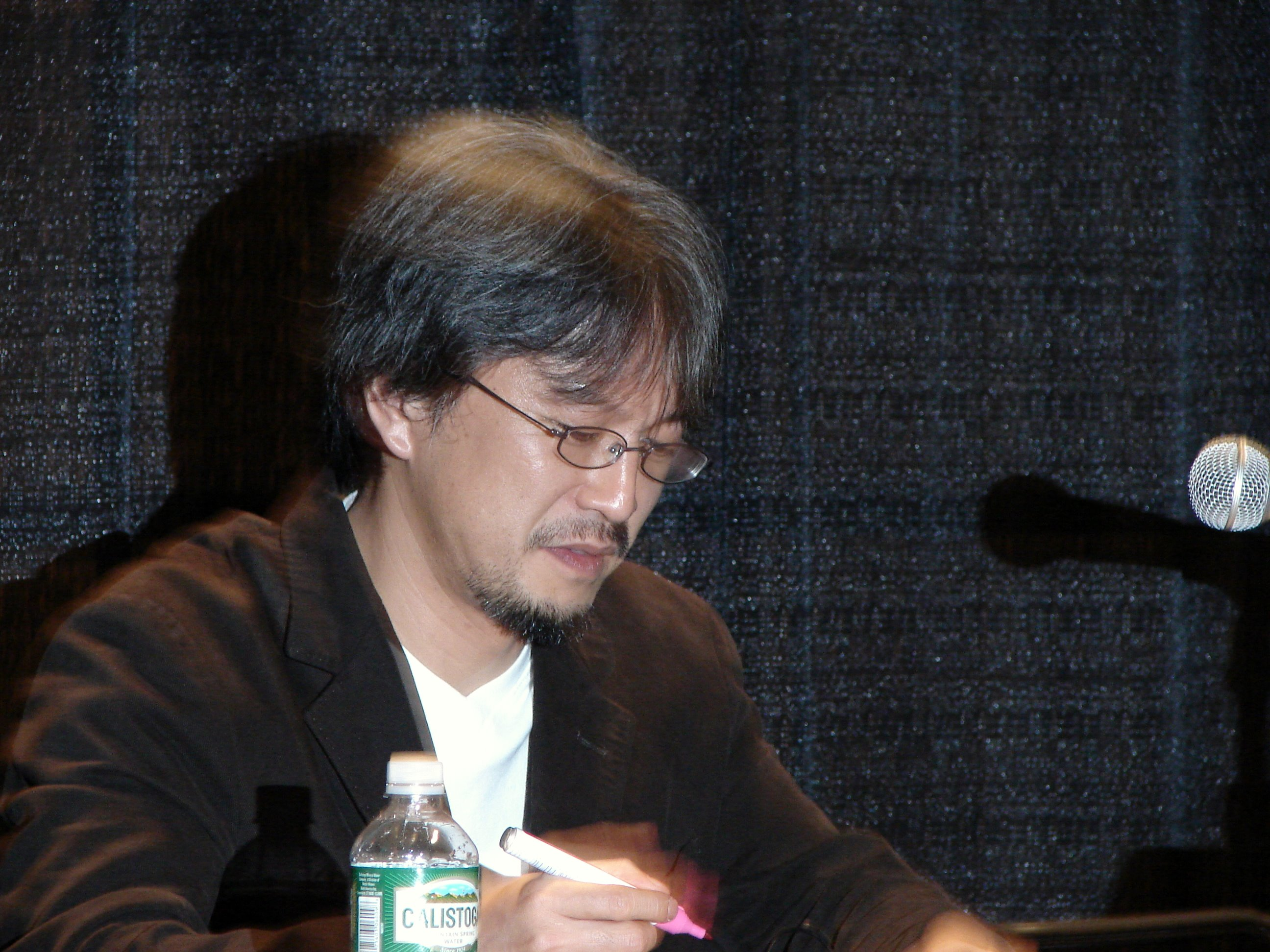
Eiji Aonuma, o diretor de Twilight Princess na Game Developers Conference de 2007.

Em 2003, a Nintendo anunciou que um novo jogo da série The Legend of Zelda estava em desenvolvimento para o GameCube pela mesma equipe que havia criado o The Wind Waker. Na Game Developers Conference do ano seguinte, o diretor Eiji Aonuma revelou sem querer que a sequência do jogo estava em desenvolvimento sob o título temporário de The Wind Waker 2. Também foi revelado que o estilo gráfico seria semelhante ao de seu antecessor. A divisão americana da Nintendo of América disse à Aonuma que as vendas norte-americanas de The Wind Waker foram baixas devido seu estilo gráfico ser semelhantes a desenhos animados criando a impressão de que o jogo foi projetado para um público mais jovem. Preocupado com que a sequência tivesse o mesmo problema, Aonuma disse ao produtor Shigeru Miyamoto que ele queria criar um jogo da série Zelda mais realista e que pudesse atrair o mercado de jogadores norte-americanos. Miyamoto concordou com a ideia e propôs não apenas mudar a apresentação do jogo, mas também sugeriu que o foco da equipe deveria ser em novas formas de jogabilidade. Ele aconselhou que Aonuma deveria começar trazendo novas mecânicas que não foram possíveis de ser adotadas em Ocarina of Time, como o combate a cavalo. O desenvolvimento inicial do que se tornaria Twilight Princess começou e cuidados especiais foram tomados para melhorar o realismo da cavalgada, com o designer de personagens principais Keisuke Nishimori montando em um cavalo real para presenciar a experiência e usar como inspiração na sua criação.
Twilight Princess e outros jogos da franquia foram inspirados no série de livros O Senhor dos Anéis, de J. R. R. Tolkien e a estética do título foi inspirada nos filmes da série, que estavam bastante populares na época. O jogo foi desenvolvido com um mundo em grande escala para atender à mesma expectativa da obra.
Os jogos anteriores de Zelda sempre abordavam um tema de dois mundos distintos, mas conectados. Em A Link to the Past, Link viaja entre um "Mundo Luz" e um "Mundo Sombrio"; em Ocarina of Time, assim como em Oracle of Ages, Link viaja entre dois períodos de tempo diferentes. A equipe do jogo procurou reutilizar este mesmo conceito para esse título. Foi sugerido que Link se transformasse em um lobo, algo semelhante a metamorfose de um coelho dentro Mundo Sombrio de A Link to the Past. O conceito de Link se transformar em um lobo e outros elementos narrativos vieram de um sonho que Aonuma teve enquanto estava no exterior em uma viagem de negócios. Ele mesmo sonhou que era um lobo, trancado dentro de uma gaiola, e depois que acordou, ele estava confuso e desorientado e levou um tempo para ele lembrar onde estava. A história do jogo foi criada por Aonuma e mais tarde sofreu várias mudanças pelos escritores de cenário Mitsuhiro Takano e Aya Kyogoku. Takano criou o roteiro para as cenas enquanto Kyogoku e Takayuki Ikkaku manusearam o roteiro real do jogo. Originalmente, Link foi planejado para se tornar um lobo logo no início do jogo para contrastar com a fórmula de Ocarina of Time, mas isso foi alterado para que novos jogadores pudessem se acostumar com a jogabilidade tradicional de Zelda e a nova jogabilidade. A premissa narrativa na história sobre as crianças da vila Ordon sendo sequestrados foi um dos elementos de história mais sombrios do que qualquer outra literação passada da série.
Do ponto de vista da jogabilidade, o "mundo do crepúsculo" do jogo foi inspirado em outros jogos anteriores de Zelda, no qual se diferenciavam entre masmorras e o seu mundo. Os produtores questionaram qual seria o resultado se você pegasse uma masmorra de um jogo Zelda tradicional e a colocasse dentro de um mundo aberto. Isso resultou na criação na caça às lágrimas de luz em que o jogador participa quando adentra no mundo do crepúsculo. Em relação à atmosfera do Twilight dominando o reino de Hyrule e também do calabouço Twilight Realm, a intenção original era fazer os jogadores se sentirem desconfortáveis, porém sempre foi tomado um cuidado especial para garantir que essa sensação fosse equilibrada, de modo que o jogador não ficasse desconfortável a ponto de não querer progredir mais no jogo.

## Recepção
Twilight Princess foi aclamado pela crítica e teve sucesso comercial. Ele recebeu pontuações perfeitas de diversos sites e publicações internacionais, como 1UP.com, Computer and Video Games, Electronic Gaming Monthly, Game Informer, GamesRadar e GameSpy. No agregador de análises Metacritic, Twilight Princess possui pontuações de 95/100 para a versão de Wii e 96/100 para a versão de GameCube, indicando "aclamação universal". Foi o jogo mais bem avaliado de 2006 no Metacritic. A GameTrailers em sua análise chamou-o de um dos maiores jogos já criados.
Em seu lançamento, Twilight Princess foi considerado o melhor jogo da série Zelda já criado por diversos críticos. A GamesRadar elogiou Twilight Princess afirmando que é "um jogo que não merece nada além da mais alta recomendação". Os gráficos de Twilight Princess foram elogiados pelo seu estilo de arte e animação, embora o jogo tenha sido projetado para o GameCube, que é tecnicamente inferior em comparação com os consoles da sétima geração. Tanto a IGN quanto a GameSpy apontaram a existência de texturas borradas e personagens de baixa resolução. Apesar dessas reclamações, Computer and Video Games sentiu que a atmosfera do jogo era superior à de qualquer jogo anterior de Zelda e considerou Twilight Princess como a melhor versão de Hyrule já criada.

## Remasterização
Na Nintendo Direct de 2015 na quinta-feira dia 12 de Novembro, a Nintendo confimou a remasterização de Twilight Princess em HD, que foi lançado em março de 2016 em comemoração aos 30 Anos da franquia The Legend of Zelda e 10 anos do lançamento original do Twilight Princess. Este é o segundo jogo da série a rodar em 1080p nativo ( FullHD ) e o primeiro com suporte a Amiibo ( excluindo o spin-off Hyrule Warriors ). Além de trazer todo o contéudo original e novas funções com o GamePad, o jogo possui uma nova dungeon que pode ser desbloqueada com o amiibo de Wolf Link e Midna. Ao completar esta dungeon e salvar o progresso em seu amiibo, você pode utilizá-lo em The Legend of Zelda: Breath of the Wild para Wii U e Switch e desbloquear o Wolf Link com o status do último progresso que irá lhe ajudar em sua aventura no jogo como suporte.